# الجامع الكبير بتطوان
الجامع الكبير بتطوان هو مسجد يعتبر أحد أهمّ المعالم الإسلاميّة في المدينة. يتمتّع الجامع بموقعه قرب حيّ الملاح اليهوديّ القديم، وقرب قصر الحسن الثّاني.
يتواجد الجامع الكبير بحي البلد بالقرب من الملاح البالي وسط المدينة العتيقة لتطوان. الجامع الكبير بني خلال بداية القرن الثامن عشر ويتمز بزخرفته الإسلامية.
بني الجامع الكبير على مساحة إجمالية تناهز 1500 مترا مربعا بإذن من السلطان العلوي المولى سليمان سنة 1808 على أنقاض جامع صغير. وقد عرف المسجد أول عملية إصلاح عام 1281 هجرية بأمر من السلطان المولى محمد بن عبد الرحمن. عملية التجديد والتوسعة في عهد المولى إسماعيل شملت إضافة المدرسة المجاورة وبعض الرباع الموالية، كما قام السلطان بإبعاد اليهود الذين كانوا يسكنون بجوار المسجد لسرقتهم مياهه حيث أن أنابيب المياه كانت تمر تحت الأرض بدورهم.
يمتاز الجامع الكبير المستطيل الشكل بأضلاعه المستطيلة التي يصل طولها إلى 35 مترا في الجهة الشرقية و 45 مترا من الناحية الشمالية للمسجد. يحتوي المسجد الكبير على قاعة كبيرة للصلاة وصحن مكشوف كبير توجد به نافورة على شكل نجمة من ثمانية أطراف مخصصة للوضوء.